# Videocoach
videocoach ist eine Videoschnittsoftware der Firma sportimization für die Analyse und den Schnitt von Videos aus dem Sport, die auch als Spielanalyse oder Videoanalyse bezeichnet wird. Die Entwicklung wurde 2011 von Jan Philipp Steinbach mit dem Ziel gestartet, eine professionelle und gleichzeitig intuitive Videoanalysesoftware auch Nachwuchs- und Amateurmannschaften zur Verfügung stellen zu können.

## Geschichte
Die Software wurde 2012 erstmals unter dem Namen „svat“ veröffentlicht und fokussiert sich seitdem auf die Analyse von Videos aus Ballsportarten wie Handball, Fußball, Basketball, Wasserball, Hockey und Eishockey. Im Jahr 2020 wurde die Software in „videocoach“ umbenannt und fortan unter diesem Namen weiter entwickelt und vertrieben. Seit dem Jahr 2022 wurde die proprietäre Software, die auf den Betriebssystemen Windows und macOS einsetzbar ist, um eine kostenlose App videocoach+ für iOS und iPadOS ergänzt.
Zu den bekanntesten Anwendern der Software videocoach zählen neben vielen Profimannschaften aus dem Handball und Basketball seit 2014 die Nationalmannschaften des Deutschen Handballbundes, die Wasserball-Nationalmannschaften des Deutschen Schwimmverbandes und zahlreiche Nachwuchsleistungszentren im Fußball.

## Funktionsumfang

### Desktop-Version
Die Software basiert auf einem speziell für die Analyse von Sportvideos designten Workflow. Dazu können im Video beliebige Szenen schnell durch den Nutzer markiert und mittels eines sportartspezifischen Kategoriensystems kategorisiert werden. Dieser erste Schritt einer Spielanalyse, also das Versehen einer markierten Szene mit ein oder mehreren Merkmalen, wird auch als „Tagging“ bezeichnet. Das dazu verwendete Kategoriensystem besteht aus Haupt- und Unterkategorien und kann durch den Benutzer nach eigenen Anforderungen und den Eigenschaften der Sportart aufgebaut und angepasst werden. Ziel aus sportwissenschaftlicher Sicht ist, durch das auf diese Weise durchgeführte systematische Taggen, eine Quantifizierung der qualitativen systematisch fixierten Merkmale zu erreichen.
Für die ans Tagging anschließende Analyse der mit Merkmalen versehen Szenen – aus einem oder auch mehreren Sportvideos – bietet die Software spezielle Funktionen zur Filterung, Analyse und zum Sortieren der markierten Videoszenen. Gewählte Szenen können aus der Software direkt als eigenständiges MP4-Video exportiert oder aber auch innerhalb einer Präsentation in der Software gesammelt werden.
Neben den für eine Videoanalyse von Sportvideos wesentlichen Funktionen liegt der Schwerpunkt von videocoach auf Funktionen, mit denen die Präsentation und Darstellung der geschnittenen Szenen verbessert werden kann. Auf diese Weise soll die Informationsaufnahme der konsumierenden Sportler einer Videoanalyse gesichert oder idealer Weise auch erhöht werden. Dazu können die markierten Videosequenzen in videocoach z. B. schnell mit Zeichnungen, Texten und Animationen ergänzt oder auch Wiederholungen, Zeitlupen, Folien und Bilder hinzugefügt werden.

### App
Die App videocoach+ ermöglicht das Markieren bzw. Taggen von Szenen während eines Spiels. Die Tagging-Daten können im Anschluss an ein Spiel mit einem zugehörigen Video kombiniert werden. Auch das Live-Tagging ist möglich, bei dem die in der App markierten Szenen des Fußball-, Handball-, Basketball- oder Hockey-Spiels direkt aus dem live aufgezeichneten Videomaterial geschnitten und dem Nutzer unmittelbar in der App zur Verfügung gestellt werden.